# 斯寧根冰原島峰
68°20′S 59°9′E / 68.333°S 59.150°E
斯寧根冰原島峰（英語：Syningen Nunatak）是南極洲的冰原島峰，位於肯普地，處於錫冰原島峰以南1.6公里，屬於漢森山脈的一部分，由挪威製圖師繪入地圖和命名。